# 2288 Каролінум
2288 Каролінум (2288 Karolinum) — астероїд головного поясу, відкритий 19 жовтня 1979 року.
Тіссеранів параметр щодо Юпітера — 3,217.